# Sterkia calamitosa
Sterkia calamitosa är en snäckart som först beskrevs av Henry Augustus Pilsbry 1889.  Sterkia calamitosa ingår i släktet Sterkia och familjen puppsnäckor. Inga underarter finns listade i Catalogue of Life.